# Ihud Bnei Sakhnin 2011-2012
Questa voce raccoglie le informazioni riguardanti il Ihud Bnei Sakhnin nelle competizioni ufficiali della stagione 2011-2012.

## Rosa
| N. |                           | Ruolo | Calciatore      |
| -- | ------------------------- | ----- | --------------- |
| 1  | Israele (bandiera)        | P     | Ahmad Sbil      |
| 3  | Belgio (bandiera)         | D     | Pieter Mbemba   |
| 6  | Costa d'Avorio (bandiera) | C     | Joël Damahou    |
| 7  | Israele (bandiera)        | D     | Muhammed Zbedat |
| 8  | Israele (bandiera)        | D     | Allah Abu Saleh |
| 9  | Ghana (bandiera)          | A     | Eric Gawu       |
| 10 | Israele (bandiera)        | C     | Maharan Radi    |
| 11 | Israele (bandiera)        | A     | Ohad Kadusi     |
| 12 | Israele (bandiera)        | D     | Bassam Ganayem  |
| 13 | Israele (bandiera)        | A     | Ran Rol         |
| 14 | Israele (bandiera)        | D     | Oded Elkayam    |

| N. |                     | Ruolo | Calciatore        |
| -- | ------------------- | ----- | ----------------- |
| 15 | Israele (bandiera)  | C     | Khaled Khalaila   |
| 16 | Israele (bandiera)  | A     | Sayaf Alhoshala   |
| 17 | Israele (bandiera)  | C     | Hamad Ganayem     |
| 19 | Bulgaria (bandiera) | A     | Kostadin Hazurov  |
| 20 | Israele (bandiera)  | C     | Idan Weitzman     |
| 21 | Israele (bandiera)  | A     | Ahmed Kasoum      |
| 22 | Israele (bandiera)  | P     | Mahmud Kannadil   |
| 23 | Israele (bandiera)  | A     | Obada Zbidat      |
| 24 | Israele (bandiera)  | C     | Waeel Harbaoui    |
| 26 | Israele (bandiera)  | D     | Ori Shitrit       |
| 27 | Israele (bandiera)  | D     | Maharan Abu Rayah |